# كاثرين بولينج
كاثرين بولينج (بالإنجليزية: Katherine Bowling)‏ هي رسامة أمريكية، ولدت في 1955 في واشنطن العاصمة في الولايات المتحدة.

## وصلات خارجية
- الموقع الرسمي